# Agronomo

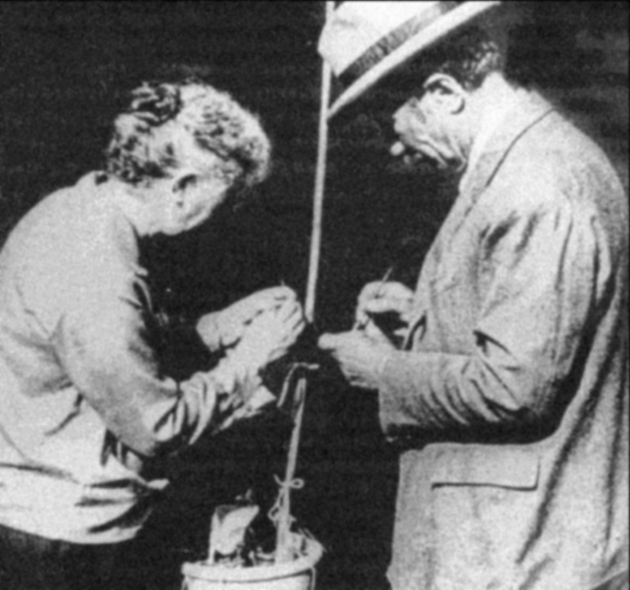
L'agronomo Nazareno Strampelli, con sua moglie e assistente, lavora a un'ibridazione

L'agronomo è un professionista che si occupa di agronomia, studiandola come scienza pura o applicata. Oltre la libera professione, può essere impiegato nelle aziende, nell'industria agraria, in ambito ambientale o agroalimentare, edile, energetico o in qualità di funzionario o dirigente in uffici pubblici o privati.
In particolare, l'agronomo applica le proprie competenze tecniche per guidare gli interventi di antropizzazione sul territorio e l'ambiente, sui fattori che determinano qualità e quantità della produzione agricola e zootecnica. Opera prevalentemente nell'ambiente rurale con applicazioni anche in ambiti urbani. L'agronomo s'interessa anche degli aspetti economici, ecologici e progettuali legati all'ambiente urbano ed extra-urbano.

## Etimologia e filologia
La parola agrònomo deriva dal greco antico ἀγρός?, agròs ("campo, campagna") e νόμος, nòmos ("legge, regola").
Il termine fu coniato nel Settecento per indicare un esperto di scienze agrarie. Per esempio il Vocabolario agronomico italiano di Giambattista Gagliardo lo definiva: “Parola universalmente introdotta nella lingua italiana, tolta dal greco che vuol dire versato dotto in agricoltura. In generale però contrassegna colui che dà le regole ed ammaestramenti dell'agricoltura ed anche colui che le ha bene apprese. Dicesi pure agronomo ogni scrittore di economia rurale e di economia politica”.
Oggi però viene usato in genere in modo più restrittivo, in riferimento ai professionisti abilitati.

## Origini storiche
In origine, le professioni di perito agrimensore, agronomo, erano considerate sacre e di esclusiva attribuzione sacerdotale.
Si diventava agronomi o agrimensori per eredità: il fortunato doveva solo dimostrare di averne le capacità professionali; coloro i quali non potevano esercitare per “grazia divina”, potevano farlo dopo aver frequentato una specifica scuola.
L'insegnamento si divideva in una parte teorica (institutio) e in una parte pratica (instructio). Gli alunni assistevano personalmente a lavori di censimento e accatastamento di aree agricole, di fondazioni di nuove colonie, e di tutte le operazioni di campagna eseguite dai professori di gromatica (scienza che misura la terra) e da ingegneri e agronomi dello Stato. Terminati gli studi, gli allievi dovevano sostenere un esame di maturità e ottenere così il titolo di magisteri agrorum geometrie o di professi o di auctores; dopo un ulteriore periodo di praticantato, i candidati dovevano sostenere un ulteriore esame per poter esercitare in proprio.
I primi indizi preistorici che riferiscono sulla figura sacerdotale dell'agronomo la troviamo presso i Sumeri.
Questa civiltà neolitica, nel corso del III millennio a.C., si insediò nella Mesopotamia, area definita anche "mezza luna fertile"; verso la fine del millennio per alcuni secoli fu sottomessa dagli Accadi, dai quali successivamente, si affrancò per tornare a vivere liberamente secondo il modello delle prime Città-stato.
La loro religione era in gran parte il riflesso del loro genere e modo di vita, che li ha caratterizzati per l'operosità e per la particolare mentalità politico-sociale.
Furono i fondatori delle norme etiche scritte e delle strutture giuridiche, politiche e sociali, traghettando la civiltà occidentale dalla preistoria alla storia.
Tra le cariche sociali di maggior rilievo abbiamo la testimonianza di una figura, di natura economico-amministrativa, imperniata sui sacerdoti "agronomi del tempio" da cui dipendevano sorveglianti, esattori, ispettori impegnati in fattorie grandi e meno grandi, sostenitori di un'agricoltura solida e tecnicamente avanzata per l'epoca, come risulta dalle testimonianze rinvenute nelle "Georgiche … di Ninurta".
L'ingente patrimonio culturale e tecnico dei Sumeri costituì le fondamenta su cui si svilupparono tutte le agricolture e le civiltà agrarie successive, compresa quella ellenistico-romana e quella islamica.
Al di là di un dialogo di Senofonte e di un trattato di Teofrasto, nulla ci è pervenuto della letteratura agraria greca, che si presume invece essere stata ampia e molteplice.
Lo stesso termine "agronòmos" venne utilizzato da Omero per indicare "colui che risiede in campagna"; ad Atene il termine entrò nell'uso comune per definire quel magistrato che, a seconda dei casi, presiedeva, ispezionava, regolava e amministrava l'attività agricola, in particolare nelle terre pubbliche da concedere in affitto o in altre forme di contratto.
In altre città e colonie greche questi magistrati venivano definiti con nomi diversi; ad Eraclea (Basilicata) erano chiamati "polianòmoi"; essi erano coadiuvati, nelle operazioni di ripartizione delle terre pubbliche in affitto, dai "geométrai" per misurare il terreno e dagli "oristài" per fissare i cippi di confine. Ben più importante era invece l'operazione che precedeva la delimitazione dei possedimenti, quella di valutare la produttività dei suoli per differenziarne la qualità e la successiva destinazione.
I Romani acquisirono le tecniche, gli strumenti e le cariche dalle popolazioni della Magna Grecia anche attraverso gli Etruschi.
Nella letteratura latina, che tratta di questioni inerenti al territorio, i tecnici che più frequentemente vengono menzionati sono quelli occupati nella delimitazione delle terre quindi, "mensor", "finitor" e solo nel tardo impero compare il termine di "agrimensor".
Contrariamente a quanto era accaduto nel mondo ellenistico, la scienza agraria dei romani fu essenzialmente empirica, non oltrepassando lo stadio dell'esperienza grossolana.
La letteratura latina fu particolarmente ricca di riferimenti agronomici, tra tutti spiccano cinque trattati che ci sono giunti completi: quelli più antichi di Catone il Censore (II secolo a.C.) e di Marco Terenzio Varrone (I secolo a.C.), il "De re agricola" dello spagnolo Lucio Columella (61 - 65 d.C.) e alcuni dei libri (in particolare il XVIII) della "Historia naturalis" di Plinio il Vecchio (71 - 75 d.C.); chiude la serie la "Opus agricolturae" (460 -470 d.C.) di Rutilio Palladio, mediante la quale egli svolge opera di volgarizzazione attingendo alle credenze contadine (fu l'opera più diffusa del Medioevo).
Per diversi secoli non si hanno testimonianze sui progressi del sapere agronomico fino all'alba del Trecento, quando il bolognese Pietro de' Crescenzi compila il "Liber commodorum ruralium"; quest'opera è costruita con gli strumenti concettuali di una scienza che colloca le fondamenta sul sapere Aristotelico.
Il Liber è l'espressione peculiare della cultura europea del Medioevo, frutto del lavoro di un dotto che pur scrivendo il latino nella vita quotidiana parla in volgare; da alcuni studiosi viene considerata la pietra miliare della letteratura agronomica italiana. 
Una svolta profonda si ebbe nell'Italia del Cinquecento con la grande fioritura di testi agronomici basati essenzialmente sul recupero della tradizione latina; non mancarono proposte originali ed innovative o quanto meno anticipatrici. Gli agronomi bresciani Camillo Tarello e Agostino Gallo ne sono gli esempi più illustri studiando il migliore inserimento di piante leguminose e foraggiere in cicli di rotazione poliennale, con lo scopo di accrescere la produzione cerealicola e di rafforzare l'allevamento.
Ma gran parte di queste pubblicazioni a carattere agronomico, nonostante la grande diffusione per l'epoca, furono destinate a restare pur sempre oggetto di scambio culturale per nobili e cittadini; molto più difficile era introdurre cambiamenti effettivi nelle pratiche e negli strumenti tra le masse contadine.
Sarà necessario attendere ancora due secoli prima che le tecniche agronomiche praticate sul territorio peninsulare subiscano l'impulso necessario a spingere l'agricoltura verso la modernizzazione.
La prima tappa fondamentale del percorso verso la specializzazione dell'agronomo moderno, risale all'età napoleonica, quando la definizione tecnica del termine “agronomia” subentrò alla ”arte georgica”, grecismo coniato a Firenze alla fine del Settecento; ma saranno i primi anni dell'Ottocento ad intravedere il delinearsi, seppure in modo soffuso, della figura dell'agronomo disgiunta da quella dell'agricoltore, intesa come attività lavorativa di uomini che, avendo seguito uno specifico percorso formativo, erano in grado di teorizzare fenomeni naturali cogliendone l'intrinseca sostanza.

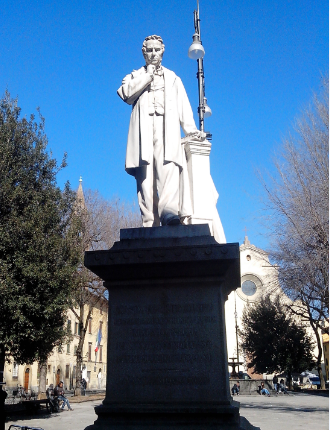
Cosimo Ridolfi, fondatore della scuola di agronomia di Castelfiorentino, la prima in Italia

Per tutto il secolo XIX, nonostante l'affermarsi del significato autonomo e svincolato parzialmente sia dalla proprietà terriera sia dal mondo produttivo in senso stretto, notevoli furono le difficoltà per circoscrivere il campo specifico della disciplina che presentava limiti molto labili.
Si deve attendere il 1929, anno in cui il R.D. nº 2248 sanciva la costituzione dell'Ordine e definiva l'Agronomo “laureato nei regi Istituti superiori di scienze agrarie”, abilitato all'esercizio della professione dal superamento dell'esame di Stato e in quanto tale ammesso ad iscriversi all'albo.
La codificazione dello Status professionale era dunque il punto di partenza per la progressiva identificazione della figura dell'agronomo, in stretto rapporto con la delimitazione della sua base scientifica, che per lungo tempo aveva atteso la definizione della propria identità, tra convergenze ed intersezioni con altre specializzazioni.
Ma il processo di “professionalizzazione” degli agronomi fu ostacolato, a più riprese, oltre che da una struttura di mercato sfavorevole, anche dagli insuccessi incassati nel processo di rivendicazione della competenza esclusiva. L'individuazione delle attribuzioni della professione di dottore agronomo ha costituito, e costituisce tuttora, un terreno di continuo conflitto con altre occupazioni confinanti (periti agrari, ingegneri, architetti, geometri e veterinari).
Per tutto il periodo fascista, agronomi e periti agrari erano iscritti, seppure in sezioni diverse, in un unico albo.
Le vicende belliche della seconda guerra mondiale e la conseguente ricostruzione, poco spazio hanno riservato alle rivendicazioni di tipo professionale; solo nel 1976 con la legge nº 3 e il relativo regolamento d'attuazione approvato nel 1981 si è finalmente raccolto e tentato di armonizzare tutte le disposizioni preesistenti, gettando le basi per l'affermazione del ruolo autonomo del dottore agronomo e del dottore forestale rispetto ad altre professioni tecniche.
Ancor di più la legge n. 152 del 10 febbraio 1992 provvedeva a chiarire definitivamente le competenza professionali dell'agronomo, stabilendo, all'art. 2 che “sono di competenza dei dottori agronomi e dei dottori forestali le attività volte a valorizzare e gestire processi produttivi agricoli, zootecnici e forestali, a tutelare l'ambiente e, in generale, le attività riguardanti il mondo rurale” ed entrando nel merito più specifico elencando una serie di attribuzioni e competenze che per quanto riguarda la parte ingegneristica sono comuni anche ad architetti e ingegneri.

## Dottore agronomo in Italia
La denominazione legale italiana è dottore agronomo (abbreviato dott. agr.).

### Accesso alla professione
Il nuovo ordinamento degli studi introdotto con il D.P.R. nº 328/2001 prevede due livelli di formazione universitaria:
- Laurea (che si persegue dopo un primo triennio);
- Laurea magistrale (che si persegue dopo il secondo biennio).

Per tanto, le Facoltà di Agraria italiane, unitamente ad altre Facoltà Universitarie di tipo ingegneristico, rilasciano questi due titoli dottorali che consentono l'accesso all'esame di stato per l'abilitazione aª professionale e l'iscrizione all'Ordine, oggi distinto nelle sezioni A e B.
L'iscrizione all'albo professionale dell'Ordine dei Dottori Agronomi e dei Dottori Forestali è accompagnata, rispettivamente, dalle dizioni:
- Sezione A (laurea magistrale) – dottori agronomi e dottori forestali.

L'agronomo per esercitare la professione deve essere iscritto all'albo dei dottori agronomi e dottori forestali a cui possono accedere storicamente e naturalmente i laureati in scienze agrarie o in scienze forestali e dal 2001 con il DPR 328 2001 anche i laureati magistrali in architettura, ingegneria civile e pianificazione territoriale, urbanistica e ambientale, che abbiano superato un apposito esame di stato per l'abilitazione alla professione, 
- Sezione B (diploma di laurea) - agronomi e forestali juniores.
- Sezione B (diploma di laurea) - zoonomi.
- Sezione B (diploma di laurea) - biotecnologi agrari.

Gli iscritti all'Albo dei Dottori Agronomi e Dottori Forestali, nel 2006 in Italia, erano circa 20.000.

### Competenze professionali
Sono di competenza dei dottori agronomi e dei dottori forestali le attività volte a valorizzare e gestire i processi produttivi agricoli, zootecnici e forestali, a tutelare l'ambiente e, in generale, le attività riguardanti il mondo rurale. In particolare, sono di competenza dei dottori agronomi e dei dottori forestali: 
1. la direzione, l'amministrazione, la gestione, la contabilità, la cura e la consulenza, singola o di gruppo, di imprese agrarie, zootecniche e forestali e delle industrie per l'utilizzazione, la trasformazione e la commercializzazione dei relativi prodotti;
2. lo studio, la progettazione, la direzione, la sorveglianza, la liquidazione, la misura, la stima, la contabilità e il collaudo delle opere di trasformazione e di miglioramento fondiario, nonché delle opere di bonifica e delle opere di sistemazione idraulica e forestale, di utilizzazione e regimazione delle acque e di difesa e conservazione del suolo agrario, sempre che queste ultime, per la loro natura prevalentemente extra-agricola o per le diverse implicazioni professionali, non richiedano anche la specifica competenza di professionisti di altra estrazione;
3. lo studio, la progettazione, la direzione, la sorveglianza, la liquidazione, la misura, la stima, la contabilità e il collaudo di opere inerenti ai rimboschimenti, alle utilizzazioni forestali, alle piste da sci ed attrezzature connesse, alla conservazione della natura, alla tutela del paesaggio ed all'assestamento forestale;
4. lo studio, la progettazione, la direzione, la sorveglianza, la liquidazione, la misura, la stima, la contabilità ed il collaudo, compresa la certificazione statica ed antincendio, dei lavori relativi alle costruzioni rurali e di quelli attinenti alle industrie agrarie e forestali, anche se iscritte al catasto edilizio urbano, ai sensi dell'articolo 1 comma 5 del decreto legge 27 aprile 1990, n. 90, convertito, con modificazioni, dalla legge 26 giugno 1990, n. 165, nonché dei lavori relativi alle opere idrauliche e stradali di prevalente interesse agrario e forestale ed all'ambiente rurale, ivi compresi gli invasi artificiali che non rientrano nelle competenze del servizio dighe del Ministero dei lavori pubblici;
5. tutte le operazioni dell'estimo in generale, e, in particolare, la stima e i rilievi relativi a beni fondiari, capitali agrari, produzioni animali e vegetali dirette o derivate, mezzi di produzione, acque, danni, espropriazioni, servitù nelle imprese agrarie, zootecniche e forestali e nelle industrie per l'utilizzazione, la trasformazione e la commercializzazione dei relativi prodotti;
6. i bilanci, la contabilità, gli inventari e quanto altro attiene all'amministrazione delle aziende e imprese agrarie, o di trasformazione e commercializzazione dei relativi prodotti e all'amministrazione delle associazioni di produttori, nonché le consegne e riconsegne di fondi rustici;
7. l'accertamento di qualità e quantità delle produzioni agricole, zootecniche e forestali e delle relative industrie, anche in applicazione della normativa comunitaria, nazionale e regionale;
8. la meccanizzazione agrario-forestale e la relativa attività di sperimentazione e controllo nel settore applicativo;
9. i lavori e gli incarichi riguardanti la coltivazione delle piante, la difesa fitoiatrica, l'alimentazione e l'allevamento degli animali, nonché la conservazione, il commercio, l'utilizzazione e la trasformazione dei relativi prodotti;
10. lo studio, la progettazione, la direzione, la sorveglianza, la liquidazione, la misura, la stima, la contabilità ed il collaudo dei lavori relativi alla tutela del suolo, delle acque e dell'atmosfera, ivi compresi i piani per lo sfruttamento ed il recupero di torbiere e di cave a cielo aperto, le opere attinenti all'utilizzazione e allo smaltimento sul suolo agricolo di sottoprodotti agro-industriali e di rifiuti urbani, nonché la realizzazione di barriere vegetali antirumore;
11. i lavori catastali, topografici e cartografici sia per il catasto rustico che per il catasto urbano;
12. la valutazione per la liquidazione degli usi civici e l'assistenza della parte nella stipulazione di contratti individuali e collettivi nelle materie di competenza;
13. le analisi fisico-chimico-microbiologiche del suolo, dei mezzi di produzione e dei prodotti agricoli, zootecnici e forestali e le analisi, anche organolettiche, dei prodotti agro-industriali e l'interpretazione delle stesse;
14. la statistica, le ricerche di mercato, il marketing, le attività relative alla cooperazione agricolo-forestale, all'industria di trasformazione dei prodotti agricoli, zootecnici e forestali ed alla loro commercializzazione, anche organizzata in associazioni di produttori, in cooperative e in consorzi;
15. gli studi di assetto territoriale ed i piani zonali, urbanistici e paesaggistici; la programmazione, per quanto attiene alle componenti agricolo-forestali ed ai rapporti città campagna; i piani di sviluppo di settore e la redazione nei piani regolatori di specifici studi per la classificazione del territorio rurale, agricolo, forestale;
16. lo studio, la progettazione, la direzione, la sorveglianza, la misura, la stima, la contabilità ed il collaudo di lavori inerenti alla pianificazione territoriale ed ai piani ecologici per la tutela dell'ambiente; la valutazione di impatto ambientale ed il successivo monitoraggio per quanto attiene agli effetti sulla flora e la fauna; i piani paesaggistici e ambientali per lo sviluppo degli ambiti naturali, urbani ed extraurbani; i piani ecologici e i rilevamenti del patrimonio agricolo e forestale;
17. lo studio, la progettazione, la direzione, la sorveglianza, la misura, la stima, la contabilità ed il collaudo di lavori inerenti alla valutazione delle risorse idriche ed ai piani per la loro utilizzazione sia a scopo irriguo che per le necessità di approvvigionamento nel territorio rurale;
18. lo studio, la progettazione, la direzione e il collaudo di interventi e di piani agrituristici e di acquacoltura;
19. la progettazione e la direzione dei lavori di costruzioni rurali in zone sismiche di cui agli articoli 17 e 18 della legge 2 febbraio 1974, n. 64;
20. la progettazione, la direzione, la sorveglianza, la liquidazione, la misura, la contabilità ed il collaudo di lavori relativi al verde pubblico, anche sportivo, e privato, ai parchi naturali urbani ed extraurbani, nonché ai giardini e alle opere a verde in generale;
21. il recupero paesaggistico e naturalistico; la conservazione di territori rurali, agricoli e forestali; il recupero di cave e discariche nonché di ambienti naturali;
22. le funzioni peritali e di arbitrato in ordine alle attribuzioni indicate nelle lettere precedenti;
23. l'assistenza e la rappresentanza in materia tributaria e le operazioni riguardanti il credito ed il contenzioso tributario attinenti alle materie indicate nelle lettere precedenti;
24. le attività, le operazioni e le attribuzioni comuni con altre categorie professionali ed in particolare quelle richiamate nell'articolo 19 del regio decreto 11 febbraio 1929, n. 274, ivi comprese quelle elencate sotto le lettere a), d), f), m), n) dell'articolo 16 del medesimo regio decreto n. 274 del 1929 e quelle di cui all'articolo 1 del regio decreto 16 novembre 1939, n. 2229 ed agli articoli 1 e 2 della legge 5 novembre 1971, n. 1086, nei limiti delle competenze dei geometri.

### Attività professionale
L'ordinamento professionale del dottore agronomo costituisce una solida base per la comprensione del suo campo di attività.
L'ampiezza delle competenze, individuate puntualmente dalla legge n.3/76 e definite magistralmente dalla legge n. 152/92, evidenziano come già da tempo questa figura professionale non possa più essere intesa solamente come “il laureato per l'impresa agricola”.
Oltre all'importante funzione di consulente per la conduzione tecnica, economica e produttiva dell'azienda agricola, l'agronomo ha specifiche competenze professionali anche in tutto ciò che riguarda il territorio rurale e le funzioni ad esso collegate.
Fondamento dell'attività professionale per l'agronomo è specifica competenza nelle questioni tecniche, legali e amministrative legate al territorio e all'ambiente, con particolare riferimento alle "stime" di beni mobili ed immobili e al loro relativo uso.
L'apertura del mercato globale alla commercializzazione dei prodotti della terra, sempre con maggiore insistenza, richiedono all'agronomo particolari competenze professionali nel settore del "management" e "marketing".
Inoltre l'agronomo, inteso come "gestore del territorio", assume ruoli specifici in settori interdisciplinari, quali quello "Biologico-paesaggistico-urbanistico" che richiedono le sue conoscenze per lo studio dell'Impatto ambientale di opere complesse quali quelle a rete (strade, linee ferroviarie, impianti per il trasporto dell'energia ecc.), delle cave e delle discariche.
La pianificazione territoriale, per l'armonizzazione dell'ambiente rurale con l'insediamento edificato, residenziale o produttivo diffuso.
L'arredo urbano, nell'ambito della realizzazione di spazi verdi nelle grandi aree metropolitane; la sempre crescente richiesta di interventi manutentivi sul verde esistente, molte volte anche con valore storico.
Altro settore dove l’agronomo può operare è quello urbano, sia dal punto di vista edilizio che ambientale. 
Alcune figure professionali derivate dall'agronomo sono l'enologo e lo zoonomo.